# Condado de Yancey
O Condado de Yancey é um dos 100 condados do estado americano da Carolina do Norte. A sede do condado é Burnsville, e sua maior cidade é Burnsville. O condado possui uma área de 811 km² (dos quais 2 km² estão cobertos por água), uma população de 17 774 habitantes, e uma densidade populacional de 22 hab/km² (segundo o censo nacional de 2000). O condado foi fundado em 1833.